# Béla Fleck and the Flecktones
Béla Fleck and the Flecktones es un grupo estadounidense ante todo instrumental, que igualmente recurre a la música bluegrass, jazz fusión y jazz, algunas veces llamado "blu-bop". También ganador de varios Grammy.
La banda se formó en 1988, inicialmente para presentarse en la serie de la PBS, Lonesome Pine Specials. Los Flecktones han estado de gira extensiva desde entonces, a menudo tocando más de 200 conciertos por año.

## Historia
Al frente de la banda Béla Fleck toca el banjo acústico y eléctrico, mezclando un sonido bluegrass y folk en un estilo moderno e improvisado. Fleck ha recibido nominaciones a los Grammy por realizaciones en las categorías de jazz, bluegrass, pop, góspel, clásica y country. Hasta la fecha, es el único artista en recibir nominaciones en tal variedad de categorías.
Bela Fleck and the Flecktones usan bluegrass, fusión de jazz o cualquier otro estilo que capture sus intereses. La banda deja su música abierta a la inspiración y recientemente han incorporado diversos instrumentos provenientes de África. Algunos de los premios Grammy que han recibido son: en 1995 el premio por mejor espectáculo de música country instrumental(Best Country Instrumental performance); en 1996 por mejor espectáculo de música pop instrumental (Best Pop Instrumental performance);en 1998 por mejor composición instrumental; en el 2000 por mejor álbum de jazz; en 2001 por mejor arreglo instrumental; en el 2006 por mejor álbum de jazz contemporáneo; en 2008 por el mejor álbum pop instrumental. Debido a que la música de los Flecktones adopta diferentes estilos, es difícil clasificar a la banda en una sola categoría musical. 
Los hermanos Victor Wooten y Roy "Future Man" Wooten forman la sección rítmica de la banda. Victor Wooten es ampliamente reconocido en el jazz y por sus técnicas en el bajo eléctrico; es considerado por muchos el mejor bajista de la actualidad. Futureman, el percusionista del grupo, creó un instrumento llamado "drumitar", una especie de guitarra que usa un sintetizador para emitir sonidos precusivos).
Los integrantes de la banda han cambiado desde que se lanzó su primer álbum. El teclista y armoniquista, Howard Levy, tuvo aparición en los primeros tres álbumes de la banda. Después de la partida de Levy, Fleck y los hermanos Wooten se reagruparon en el álbum Three Flew Over the Cuckoo's Nest. El saxofonista Jeff Coffin se unió a la banda a partir del álbum Left of Cool.
La banda tuvo un receso que duró un año en el 2005, durante ese tiempo los miembros estuvieron de gira de forma independiente. Se reunieron nuevamente y comenzaron a ofrecer conciertos en el 2006.
El 30 de septiembre de 2008, la banda lanzó Jingle all the Way, su nuevo álbum navideño. El álbum recibió buenas críticas así como una nominación a los premios Grammy y una nominación para el 2009.
Los Flecktones están actualmente de gira con el miembro fundador y armoniquista Howard Levy, bajo el nombre de Béla Fleck and the Original Flecktones (Bela Fleck y los Flecktones originales).

## Discografía
- Béla Fleck and the Flecktones (1990)
  - Nominación Grammy, Álbum de Jazz
- Flight of the Cosmic Hippo (1991)
  - No. 1, U.S. jazz charts
  - Nominación Grammy, Álbum de Jazz
- UFO Tofu (1992)
- Three Flew Over the Cuckoo's Nest (1993)
- Live Art (1996)
- Left Of Cool (1998)
- Greatest Hits of the 20th Century (1999)
- Outbound (2000)
- Live at the Quick (2002)
- Live at the Quick (DVD, 2002)
- Little Worlds (2003)
- Ten From Little Worlds (2003)
- The Hidden Land (2006)
- Jingle All the Way (2008)
- Rocket Science (2011)

## Premios Grammy
- 1997 - Best Pop Instrumental Performance, "The Sinister Minister" por Béla Fleck and the Flecktones.
- 2001 - Mejor Álbum jazz Contemporáneo, Outbound por Béla Fleck and the Flecktones.
- 2007 - Mejor Álbum jazz Contemporáneo, The Hidden Land por Béla Fleck and the Flecktones.

## Trivia
- Cada miembro del cuarteto ha lanzado al menos un álbum como solista.
- El nombre de la banda hace referencia a la banda de rock de los sesenta Dick Dale and the Deltones.
- El nombre del álbum Three Flew Over the Cuckoo's Nest hace referencia a la novela escrita por Ken Kesey, One Flew Over the Cuckoo's Nest.